# Pithecia pissinattii
Pithecia pissinattii (лат.) — спорный вид приматов из семейства саковых. Возможно, младший синоним Pithecia irrorata.

## Систематика
Этот вид был описан в 2014 году приматологом Лаурой Марш вместе с четырьмя другими видами саки по результатам морфологического анализа имеющихся в распоряжении учёных образцов этих приматов. Результаты были опубликованы в журнале «Neotropical Primates». Видовое название в честь бразильского приматолога и ветеринара Альсида Писсинатти.
Серрано-Вильявисенсио и соавторы (2019) рассматривают виды P. pissinatti, P. mittermeieri и P. rylandsi как младшие синонимы P. irrorata. Как Марш, так и Серрано-Вильявисенсио с соавторами, аргументировали свою позицию основываясь прежде всего на различиях в окраске шерсти. База данных Американского общества маммологов (ASM Mammal Diversity Database) следует классификации 2019 года, однако делает оговорку о необходимости дальнейших исследований. С другой стороны, Марш и Миттермайер (2021) в своём обзоре для Красной книги МСОП рассматривают вышеперечисленные виды отдельно. ITIS также признаёт P. pissinattii в качестве самостоятельного вида.

## Описание
Взрослые самцы имеют отличительный воротник от светло-оранжевого до грязно-оранжевого цвета. Шерсть молодняка с серебристым отливом, который пропадает с возрастом. Морда безволосая, с красно-коричневой кожей. У самок более тёмная спина, особенно в районе конечностей. Воротник также присутствует, имеет более светлый окрас, чем у самцов. Длина тела от 41 до 55 см, длина хвоста от 42 до 52 см.

## Распространение
Эндемик Бразилии, где встречается в северных регионах к югу от реки Солимойнс между реками Пурус и Мадейра.